# Olena Kossatsch

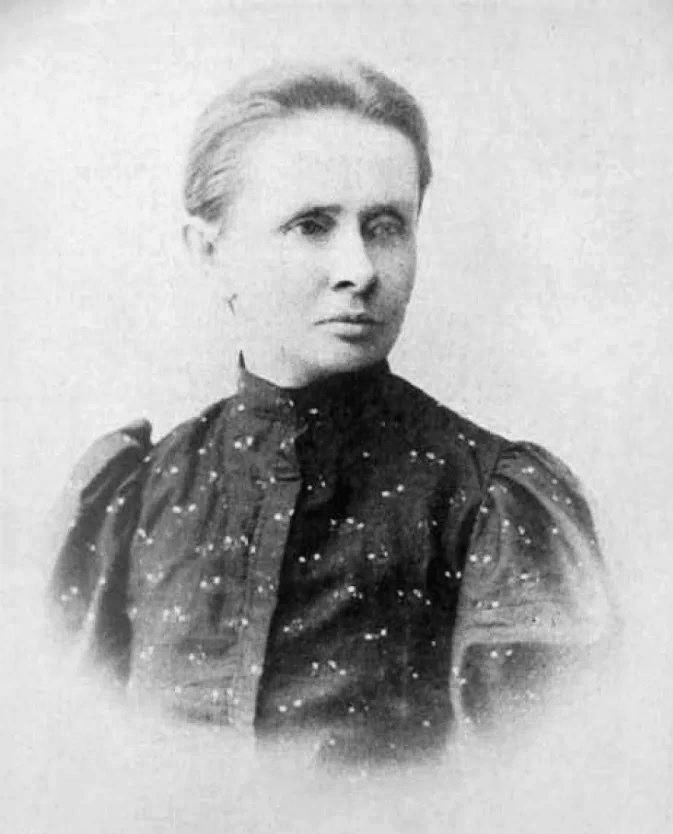
Olena Kossatsch

Olena Antoniwna Kossatsch (ukrainisch Олена Антонівна Косач, * 21. Januar 1845 in Mglin, Gouvernement Tschernigow, Russisches Kaiserreich; † 9. Februar 1927 in Kiew) war eine ukrainisch-sowjetische Aktivistin und Schriftstellerin.

## Biografie
1877 gründete und leitete sie in Kiew ein Heim für Arbeiterkinder. 1878 studierte sie in Sankt Petersburg. Sie nahm Geburtshelferkurse und arbeitete in einem Krankenhaus. Kossatsch beteiligte sich aktiv an der Narodniki-Bewegung. Im März 1879 wurde sie im Zusammenhang mit dem Attentat auf den Gendarmenchef Alexander Drenteln verhaftet und nach Pudosch verbannt. 1881 wurde sie für weitere 5 Jahre nach Jalutorowsk geschickt. Ab 1902 lebte sie in Riga und ab 1907 in Kiew.
Kossatsch war die Autorin einer Reihe humorvoller Geschichten und Gedichten, wie dem 1881 veröffentlichten epischen Gedicht Hanna, das von der Not einer armen Witwe, deren Hirtensohn starb, handelte. Sie stilisierte es nach Taras Schewtschenkos Werken. Kossatsch schrieb unter den Pseudonymen Lastiwka und Sowyzja. Ihre Nichte Lessja Ukrajinka widmete ihr die Gedichte Nadija (Hoffnung) und Sabuti slowa (Vergessene Worte).
Kossatsch wurde auf dem Baikowe-Friedhof beigesetzt. Ihr Grab ist nicht mehr erhalten.